# Polatucha syberyjska
Polatucha syberyjska, dawniej: polatucha (Pteromys volans) – wiewiórka należąca do plemienia polatuch (Pteromyini). Dzięki rozpiętym między przednimi a tylnymi łapami fałdom skóry potrafi szybować na odległość niemal 50 metrów. To jedyna europejska latająca wiewiórka.

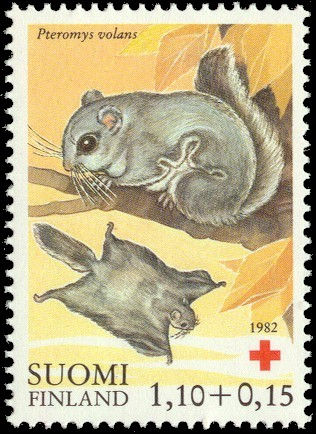
Na fińskim znaczku

## Nazwa zwyczajowa
W polskiej literaturze zoologicznej dla oznaczenia gatunku używana była nazwa zwyczajowa „polatucha”. Ostatecznie w wydanej w 2015 roku przez Muzeum i Instytut Zoologii Polskiej Akademii Nauk publikacji „Polskie nazewnictwo ssaków świata” gatunkowi przypisano oznaczenie polatucha syberyjska, rezerwując nazwę polatucha dla rodzaju Pteromys.

## Zasięg występowania
Występuje w lasach mieszanych od Estonii i południowej Finlandii na zachodzie po północną Japonię na wschodzie. Jeszcze w XIX w. występowała również w Polsce (Puszcza Białowieska).

## Charakterystyka
Długość ciała:
- głowa i tułów do ok. 20 cm długości
- ogon do ok. 12 cm

Ma gęstą sierść, puszysty ogon, ubarwienie sierści jasnoszare, spód ciała biały. Polatucha ma rozciągający się po bokach ciała między przednimi i tylnymi kończynami fałd skórny, który ułatwia wykonywanie dalekich skoków między odległymi drzewami. W latach 2003–2005 japońscy naukowcy dokonali pomiarów lotów wykonywanych przez osobniki z podgatunku Pteromys v. orii z populacji na wyspie Hokkaido. Maksymalna długość lotu ślizgowego mierzona w poziomie wyniosła 49,4 m, przy różnica wysokości między punktem skoku i lądowania 18,6 m. Większość lotów odbywało się jednak na dystans 10–20 m.

## Rozmnażanie
Pora godowa zaczyna się w kwietniu, a kończy w listopadzie. Ciąża trwa 5-6 tygodni. W ciągu roku polatucha ma 1-2 mioty, a w każdym z miotów może być około 4 młodych. Rodzą się nagie i ślepe. Po miesiącu życia otwierają oczy, a po dwóch miesiącach życia stają się samodzielne.